# Chiesa di San Giovanni Battista (Pincara)
La chiesa di San Giovanni Battista è la parrocchiale di Pincara, in provincia di Rovigo e diocesi di Adria-Rovigo; fa parte del vicariato di Lendinara-San Bellino.

## Storia
Nei Memorabilia del monsignor Giampietro Ferretti, scritti negli anni trenta del XVI secolo, si legge che a Pincara era stata edificata una chiesa nel 1520 per volere di Benedetto Dolfin, membro dell'omonima famiglia nobile veneziana, al quale dall'anno seguente ne venne concesso il giuspatronato da parte di mons. Araldo Altobelli, a quel tempo referendario pontificio e vescovo di Pola, delegato a latere per tutto il dominio veneto.
In una prima visita pastorale, ad opera di mons. Stanga, questo descrive un sommario aspetto della chiesa, allora dotata di due altari, uno dedicato all'altissimo, dotato di paramenti e suppellettili, e un secondo, nudus, ovvero ancora privo di tutto, dedicato alla Madonna. Da questa visita emerge anche che l'abitato era poco popolato, solo 200 anime, un numero che non si discostava dalla prima visita, costituito in gran parte da braccianti che bonificavano il territorio dalle frequenti esondazioni e rotte, la più recente e disastrosa identificata in quella del Po a Bariano del 1471.
Nel 1604 monsignor Flavio Peroto, su delega del vescovo di Adria Girolamo Porcia, compiendo la sua visita, fornisce una dettagliata descrizione dell'edificio, orientato a levante, con l'abside che guardava ad oriente e la facciata ad occidente, e che su quest'ultima era presente il portale principale mentre la porta minore, che lo collegava all'attiguo cimitero, era sita a mezzogiorno. L'interno era a una sola navata, dotato di un'aula spaziosa, all'interno della quale trovavano posto il fonte battesimale, nei pressi della porta maggiore, e tre altari, due dei quali in aggetto rispetto alle pareti laterali. All'esterno, elevato nei pressi del presbiterio, sorgeva il campanile dotato di due campane. In quell'occasione si registra anche un cospicuo aumento degli abitanti del paese, arrivati a 800 anime.
All'inizio del XVII secolo la quantità di fedeli è tale da rendere problematica la loro vicinanza durante le funzioni religiose, così che iniziò a delinearsi la necessità di una ristrutturazione dell'edificio. Su iniziativa dell'allora parroco don Francisco Maspori si suggerì di allungare la chiesa, costruendo nel frattempo due cappelle laterali atte a riporvi gli altari che occupano troppo spazio.
Nel 1625 fu posta la prima pietra della nuova parrocchiale, la quale nel 1636 fu descritta dal vescovo di Adria Germanico Mantica come fabricata di nuovo. La data è inoltre confermata da una lettera datata 1679 e firmata dal mons. Tommaso Retano, già vescovo di Adria, che assicura che l'edificio fu costruito dalle fondamenta. Nel secolo successivo gli originari altari lignei vennero sostituiti da altrettanti altari monumentali in marmi policromi, dalle linee aggraziate e di gusto chiaramente barocco, probabilmente provenienti da chiese demolite durante le soppressioni settecentesche. In questo periodo venne inoltre aggiunta la statua in marmo della Madonna col Bambino.
Nel 1833 prese il via un intervento di rifacimento della struttura, il quale, portato a termine nel 1835, riguardò le finestre e il soffitto e comportò la costruzione delle cappelle laterali; la consacrazione della rinnovata chiesa venne impartita il 24 giugno 1888 dal vescovo di Adria Antonio Polin. L'organo in controfacciata fu costruito dalla ditta Quaglia di Villa d'Adige nel 1910.
Nel 1897 furono acquistate le 4 campane dalla fonderia Cavadini di Verona. Due di queste furono requisite nel 1943 e restituite nel 1948 dalla fonderia Daciano Colbachini di Padova.
Durante il secondo conflitto mondiale l'edificio subì dei danni dovuti ai bombardamenti, in seguito ai quali dovette venir restaurato e ripristinato.

## Descrizione

### Facciata

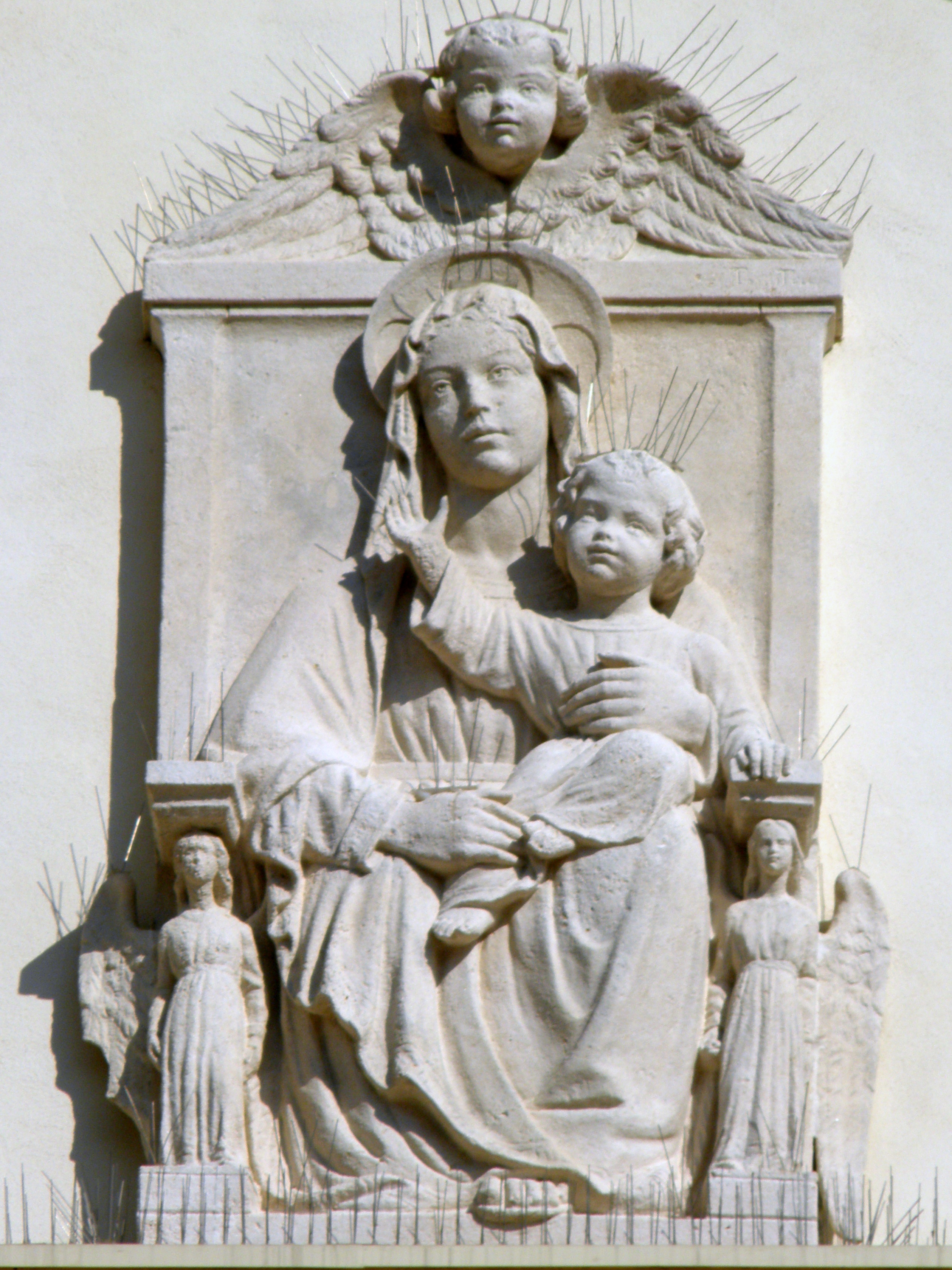
Particolare della facciata: la Madonna in Trono col Bambino, altorilievo marmoreo di autore ignoto risalente al XVI secolo e posta al centro del timpano.

La facciata della chiesa, che è a capanna, è tripartita da quattro lesene, sorreggenti una cornice caratterizzata dalla modanatura sopra la quale vi è il timpano di forma triangolare, che presenta, al suo interno, un bassorilievo avente come soggetto la Madonna col Bambino e sopra il quale sono collocati tre pinnacoletti.

### Interno
L'interno si compone di un'unica navata coperta da un soffitto orizzontale; le pareti sono caratterizzate da lesene sopra cui corre una cornice modanata.
Sull'aula, al termine del quale vi è il presbiterio sopraelevato di due scalini, s'affacciano quattro cappelle laterali, la cui pianta è rettangolare e il cui soffitto è costituito da volte a botte.

### Annotazioni
1. ↑  Benché il testo faccia riferimento a Bariano, non si tratta certamente dell’odierno Bariano in provincia di Bergamo, che non sorge nei pressi del Po ma, molto più a nord, al Serio.
2. ↑  A quella data Retano, dimessosi nel corso del 1677, gli era successo l'ex arcivescovo di Corfù Carlo Labia, investito il 13 settembre di quell'anno.

### Fonti
1. 1 2 3 4 5 6 7 8 9 10 11   Chiesa di San Giovanni Battista <Pincara>, su Le chiese delle diocesi italiane, Conferenza Episcopale Italiana. URL consultato il 1º dicembre 2020.
2. 1 2  Gabrielli 1993, p. 353.
3. 1 2 3 4 5 6  Gabrielli 1993, p. 354.
4. ↑   Chiesa e campane di Pincara (RO). URL consultato il 25 gennaio 2023.
5. 1 2   Pincara, su ilpolesine.com. URL consultato il 1º dicembre 2020 (archiviato dall'url originale il 24 gennaio 2021).